# Vasile Clem
Vasile Clem (Vasyl Klym) (n. 21 iulie 1941 – d. 27 iulie 2011) a fost un scriitor român de limbă ucraineană.

## Date biografice
- Vasile Clem s-a născut la data de 21 iulie 1941 în satul Negostina (județul Suceava). A absolvit Facultatea de Filologie, secția rusă-română, din cadrul Universității "Al.I.Cuza" din Iași.

- A lucrat pe rând ca: muncitor la Fabrica de celuloză și hârtie din Suceava; dansator profesionist la Ansamblul "Ciprian Porumbescu" din Suceava; profesor la Școala Generală nr. 4, Liceul "D.Pompeiu" și la Școala profesională din Dorohoi; director la Școala nr.4 Dorohoi; director și instructor de dansuri la Casa de Cultură din Dorohoi. În prezent este profesor la Liceul Teoretic nr. 2 din Dorohoi.

- În perioada 1956-1989, a colaborat la ziarul de limbă ucraineană din București, publicând poezii și proză scurtă. Colaborează la volumul colectiv "Obrii" (Orizonturi), publicat la Editura Kriterion din București; "Caiete botoșănene", "Ateneu" cu proză scurtă în traducerea prof.univ. Emil Iordache.

Este membru al Uniunii Scriitorilor din România USR, al Cenaclului literar Septentrion din Dorohoi, precum și al revistei "Glasul nostru" a Scriitorilor ucraineni din România și "Curierul ucrainean", publicație periodică din România.

## Volume publicate
- "Muntele" (1978) - proză scurtă și nuvele;
- "Soare și pământ" (Editura Kriterion, București, 1980) - roman;
- "Edelveis" (Ed. Kriteriomn, 1985) - proză;
- "Tainele labirintului" (Ed. Kriterion, 1989) - proză;
- "Curcubeul fulgerului" (Ed. Mustang, 2001) - proză;
- "Reflecțiile flăcării" (Ed.Mustang) - roman, in curs de aparitie.

## Premii
- Premiul Uniunii Scriitorilor din România pentru debut (1978)
- Premiul II la Festivalul Național "Cântarea României" (1978)